# منتخب إيطاليا لكأس ديفيز
منتخب إيطاليا لكأس ديفيز (بالإيطالية: Squadra italiana di Coppa Davis)‏ هو ممثل إيطاليا الرسمي في كرة المضرب في كأس ديفيز.